# Пондекстер, Куинси
Куинси Кой Пондекстер (англ. Quincy Coe Pondexter; род. 10 марта 1988 года, Фресно, штат Калифорния, США) — американский профессиональный баскетболист, в последнее время выступавший в НБА за клуб «Сан-Антонио Спёрс». Играет на позиции лёгкого форварда и атакующего защитника. Был выбран на драфте НБА 2010 года в первом раунде под общим 26-м номером командой «Оклахома-Сити Тандер».

## Ранние годы
Пондекстер играл за баскетбольную команду Мемориальной школы Святого Хоакина во Фресно (штат Калифорния), где его отец Роско и дядя Клифтон Пондекстеры стали членами символической сборной All-American. Куинси прошёл четыре года обучения в университете Вашингтона. В последнем сезоне он был выбран в первую команду All-Pac-10 и All-American.

## Карьера в НБА
Пондекстер был выбран «Оклахома-Сити Тандер» на драфте НБА 2010 года под общим 26-м номером, в этот же день был обменян в «Нью-Орлеан Хорнетс». 24 декабря 2011 года «Хорнетс» обменяли Пондекстера в «Мемфис Гриззлис» на Грейвиса Васкеса.

## Статистика

### Статистика в НБА
| Сезон   | Команда     | Регулярный сезон | Регулярный сезон          | Регулярный сезон         | Регулярный сезон         | Регулярный сезон                      | Регулярный сезон                   | Регулярный сезон            | Регулярный сезон           | Регулярный сезон              | Регулярный сезон              | Регулярный сезон         | Серия плей-офф  | Серия плей-офф            | Серия плей-офф           | Серия плей-офф           | Серия плей-офф                        | Серия плей-офф                     | Серия плей-офф              | Серия плей-офф             | Серия плей-офф                | Серия плей-офф                | Серия плей-офф           |
| Сезон   | Команда     | Сыгранные матчи  | Матчи в стартовой пятёрке | Количество минут за игру | Процент попаданий с игры | Процент попадания трёхочковых бросков | Процент попадания штрафных бросков | Количество подборов за игру | Количество передач за игру | Количество перехватов за игру | Количество блок-шотов за игру | Количество очков за игру | Сыгранные матчи | Матчи в стартовой пятёрке | Количество минут за игру | Процент попаданий с игры | Процент попадания трёхочковых бросков | Процент попадания штрафных бросков | Количество подборов за игру | Количество передач за игру | Количество перехватов за игру | Количество блок-шотов за игру | Количество очков за игру |
| ------- | ----------- | ---------------- | ------------------------- | ------------------------ | ------------------------ | ------------------------------------- | ---------------------------------- | --------------------------- | -------------------------- | ----------------------------- | ----------------------------- | ------------------------ | --------------- | ------------------------- | ------------------------ | ------------------------ | ------------------------------------- | ---------------------------------- | --------------------------- | -------------------------- | ----------------------------- | ----------------------------- | ------------------------ |
| 2010/11 | Нью-Орлеан  | 66               | 6                         | 11,1                     | 40,6                     | 36,0                                  | 70,6                               | 1,3                         | 0,4                        | 0,3                           | 0,2                           | 2,8                      | 3               | 0                         | 2,8                      | 16,7                     | 0,0                                   | -                                  | 0,3                         | 0,3                        | 0,0                           | 0,0                           | 0,7                      |
| 2011/12 | Мемфис      | 64               | 8                         | 15,7                     | 45,2                     | 30,1                                  | 62,3                               | 2,0                         | 0,4                        | 0,4                           | 0,1                           | 4,2                      | 7               | 0                         | 16,3                     | 66,7                     | 50,0                                  | 77,8                               | 2,3                         | 0,3                        | 0,6                           | 0,0                           | 4,7                      |
| 2012/13 | Мемфис      | 59               | 1                         | 21,1                     | 42,8                     | 39,5                                  | 78,7                               | 2,2                         | 1,0                        | 0,6                           | 0,1                           | 6,4                      | 15              | 0                         | 23,8                     | 48,9                     | 45,3                                  | 60,7                               | 2,5                         | 0,7                        | 0,7                           | 0,1                           | 8,9                      |
| 2013/14 | Мемфис      | 15               | 2                         | 18,0                     | 39,2                     | 32,4                                  | 80,8                               | 1,7                         | 1,3                        | 0,3                           | 0,1                           | 6,3                      | Не участвовал   | Не участвовал             | Не участвовал            | Не участвовал            | Не участвовал                         | Не участвовал                      | Не участвовал               | Не участвовал              | Не участвовал                 | Не участвовал                 | Не участвовал            |
| 2014/15 | Мемфис      | 30               | 2                         | 18,0                     | 35,6                     | 23,3                                  | 70,0                               | 1,9                         | 0,9                        | 0,2                           | 0,2                           | 4,5                      | Не участвовал   | Не участвовал             | Не участвовал            | Не участвовал            | Не участвовал                         | Не участвовал                      | Не участвовал               | Не участвовал              | Не участвовал                 | Не участвовал                 | Не участвовал            |
| 2014/15 | Нью-Орлеан  | 45               | 28                        | 27,8                     | 44,9                     | 43,3                                  | 75,8                               | 3,1                         | 1,5                        | 0,3                           | 0,4                           | 9,0                      | 4               | 4                         | 31,1                     | 35,7                     | 30,0                                  | 85,7                               | 5,0                         | 3,0                        | 1,8                           | 0,0                           | 7,3                      |
| 2017/18 | Чикаго      | 23               | 1                         | 8,5                      | 28,6                     | 13,6                                  | 82,4                               | 1,2                         | 0,4                        | 0,3                           | 0,1                           | 2,0                      | Не участвовал   | Не участвовал             | Не участвовал            | Не участвовал            | Не участвовал                         | Не участвовал                      | Не участвовал               | Не участвовал              | Не участвовал                 | Не участвовал                 | Не участвовал            |
| 2018/19 | Сан-Антонио | 53               | 0                         | 5,5                      | 50,0                     | 33,3                                  | 81,0                               | 0,9                         | 0,5                        | 0,2                           | 0,0                           | 1,8                      | 5               | 0                         | 2,4                      | 0,0                      | 0,0                                   | -                                  | 0,2                         | 0,4                        | 0,2                           | 0,0                           | 0,0                      |
|         | Всего       | 355              | 48                        | 15,6                     | 42,3                     | 35,6                                  | 74,6                               | 1,8                         | 0,7                        | 0,3                           | 0,1                           | 4,5                      | 34              | 4                         | 18,1                     | 46,6                     | 40,8                                  | 68,2                               | 2,2                         | 0,8                        | 0,7                           | 0,1                           | 5,8                      |

### Статистика в колледже
| Сезон                                                                                   | Команда   | GP  | GS  | MPG  | FG%  | 3P%  | FT%  | RPG | APG | SPG | BPG | PPG  |  |
| --------------------------------------------------------------------------------------- | --------- | --- | --- | ---- | ---- | ---- | ---- | --- | --- | --- | --- | ---- |  |
| 2006/07                                                                                 | Вашингтон | 32  | 22  | 23,9 | 49,8 | 37,5 | 76,0 | 4,0 | 1,5 | 0,7 | 0,2 | 10,7 |  |
| 2007/08                                                                                 | Вашингтон | 33  | 9   | 24,4 | 45,2 | 28,8 | 68,5 | 4,8 | 1,9 | 0,4 | 0,2 | 9,9  |  |
| 2008/09                                                                                 | Вашингтон | 35  | 35  | 28,1 | 51,1 | 21,4 | 74,2 | 5,9 | 1,6 | 0,7 | 0,4 | 12,1 |  |
|                                                                                         | Всего     | 136 | 102 | 27,3 | 50,3 | 32,7 | 76,8 | 5,6 | 1,7 | 0,8 | 0,3 | 13,1 |  |
| Наведите курсор мыши на аббревиатуры в заголовке таблицы, чтобы прочесть их расшифровку |           |     |     |      |      |      |      |     |     |     |     |      |  |